# دون فلانغن
دون فلانغن (بالإنجليزية: Don Flanagan)‏ هو مدرب كرة سلة أمريكي، ولد في 29 نوفمبر 1943 في كامبريدج في الولايات المتحدة.